# شركة تنمية وإدارة القرى الذكية
شركة تنمية وإدارة القرى الذكية هي شركة مساهمة مصرية أنشأت بقرار رئيس جمهورية مصر العربية رقم 355 لسنة 2000، بالتعاون بين الحكومة المصرية والقطاع الخاص لإنشاء سلسلة من مراكز الإدارة والأعمال داخل وخارج مصر، يبلغ رأس مال الشركة مليار جنيه مصري، وتمتلك مشروعين داخل مصر الأول وهو القرية الذكية ويقع في منطقة محافظة الجيزة وتم افتتاحها سنة 2001، والثاني القرية الذكية شرق القاهرة، وتقع في القاهرة الجديدة وهي قيد الإنشاء حاليًا.

## المساهمون
تتوزع نسب المساهمين في الشركة كالتالي:
- شركة النعيم القابضة (24%).
- وزارة الاتصالات وتكنولوجيا المعلومات (20%).
- أوراسكوم للاستثمار القابضة (10%).
- يوسف الفار (7%)
- بنك مصر (6%)
- راية القابضة (3.39%).

## مشروعات الشركة
- القرية الذكية هي المشروع الرئيسي للشركة، وتم افتتاحها سنة 2001 تقع في منطقة أبو رواش على طريق القاهرة - الإسكندرية الصحراوي، على مساحة 617 فدان،[5] تضم 79 مبنى إداري مكتمل و50 تحت الإنشاء،[6] وبها مقرات 170 شركة مصرية وعالمية، يعمل بها حوالي 65 ألف موظف.[5]
- القرية الذكية شرق القاهرة هي ثاني مشروعات الشركة يقع بمدينة القاهرة الجديدة وستكون على غرار القرية الأصلية، والمشروع يتم بالتعاون مع شركة «كابيتال جروب» الإماراتية، وبتكلفة تصل إلى 1.6 مليار جنيه.[6][7]

## وصلات خارجية
- الموقع الرسمي